# Psaume 65 (64)

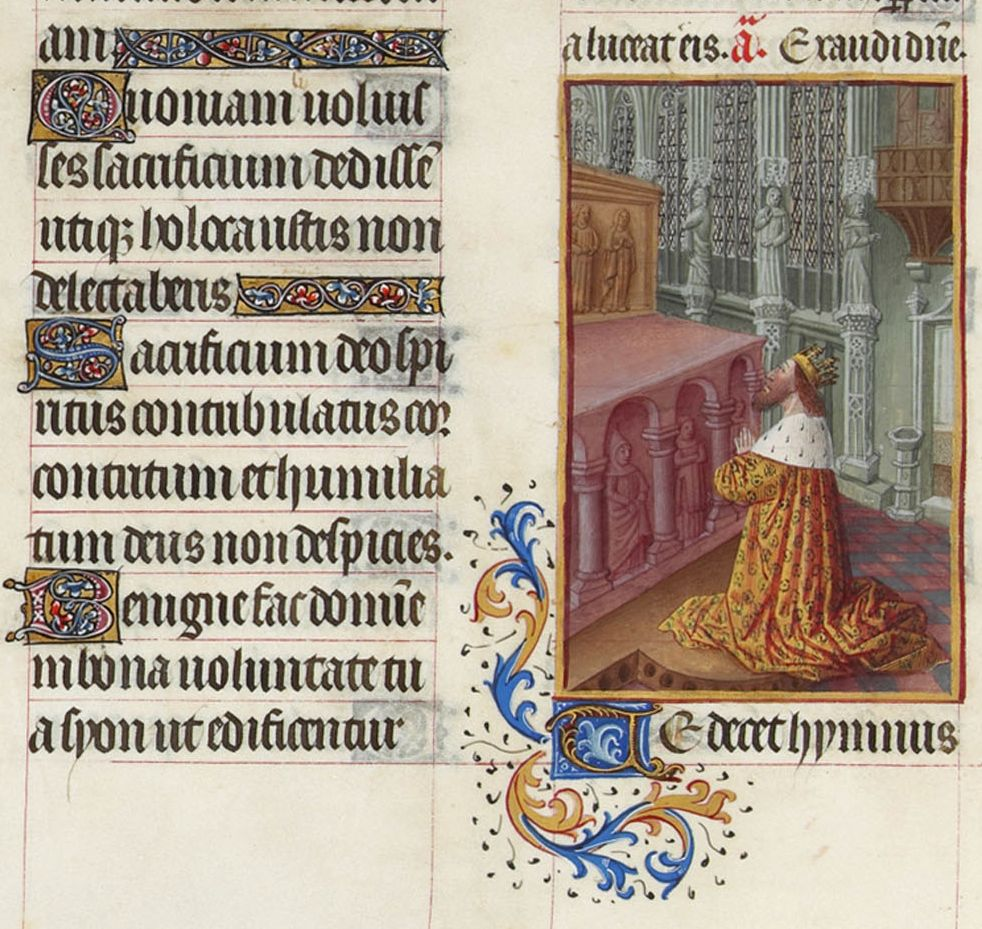
Le Psaume 65 illustré dans Les Très Riches Heures du duc de Berry, Folio 101v - Psaume LXIV (Vulgate), Musée Condé, Chantilly.

 Le Psaume 65 est le 65e psaume du Livre des Psaumes. Dans le système de numérotation de la version grecque de la Septante de la Bible et de la Vulgate latine, ce psaume est le Psaume 64. En latin, il est connu sous le nom de "Te decet hymnus Deus in Sion et tibi reddetur votum in Hierusalem" .
Le psaume est utilisé dans les liturgies juives, catholiques, luthériennes, anglicanes et autres liturgies protestantes. Il a été mis en musique.

## Contexte
Le Psaume 65 débute un groupe de quatre psaumes qui sont des hymnes d'action de grâce, contrairement aux psaumes précédents qui sont des lamentations. Il commence dans le style d'une prière, passe à une description de Dieu et se termine par une louange à Dieu.
La Bible de Jérusalem suggère qu'il se déroule "après une bonne année avec des pluies abondantes".

## Texte

### Version de la Bible hébraïque
Voici le texte hébreu du Psaume 65:
| Verset | hébreu                               |
| ------ | ------------------------------------ |
| 1      | לַֽמְנַצֵּ֥חַ מִזְמ֗וֹר לְדָוִ֥ד שִֽׁיר                 |
| 2      | לְךָ֚ דֻמִיָּ֬ה תְהִלָּ֓ה אֱלֹ֘הִ֥ים בְּצִיּ֑וֹן וּ֜לְךָח יְשֻׁלְַּ֓שֻׁלַ֓  |
| 3      | שֹׁמֵ֥עַ תְּפִלָּ֑ה עָ֜דֶ֗יךָ כָּל־בָּשָׂ֥ר יָבֹֽאוּ            |
| 4      | דִּבְרֵ֚י עֲ֖ו‍ֹנֹת גָּ֣בְרוּ מֶ֑נִּי פְּ֜שָׁעֵ֗ינוּ אַתָּ֥ה תְכוַם   |
| 5      | אַשְׁרֵ֚י \| - ךָ קְ֜דֹ֗שׁ הֵֽיכָלֶֽךָ                |
| 6      | נ֚וֹרָא֨וֹת \| יִשְׁעֵ֑נוּ מִבְטָ֥ח וְיָ֣ם רְחֹקִֽים       |
| 7      | מֵכִ֣ין הָרִ֣ים בְּכֹח֑וֹ נֶ֜אְזָּ֗ר בִּגְבוּרָֽה           |
| 8      | מַשְׁבִּ֚יחַ \| יַ֖מִּים שְׁא֥וֹן גַּלֵּיהֶ֗ם וַֽהֲמ֥וֹן לְאֻמִּֽים |
| 9      | וַיִּ֚ירְא֨וּ \| -                          |
| dix    | פָּקַ֥דְתָּ הָאָ֨רֶץ \| - ָּכִ֥ין דְּ֜גָנָ֗ם כִּי־כֵ֥ן תְּכִינֶֽהָ  |
| 11     | - חָ֥הּ תְּבָרֵֽךְ                            |
| 12     | ???                                  |
| 13     | ???                                  |
| 14     | לָֽבְשׁ֬וּ כָרִ֨ים \| ???                     |

### La traduction de Louis Segond
Cette traduction est disponible sur Wikisource.
Au chef des chantres. Psaume de David. Cantique.
1. Avec confiance, ô Dieu ! on te louera dans Sion, et l’on accomplira les vœux qu’on t’a faits.
2. Ô toi, qui écoutes la prière ! Tous les hommes viendront à toi.
3. Les iniquités m’accablent : Tu pardonneras nos transgressions.
4. Heureux celui que tu choisis et que tu admets en ta présence, pour qu’il habite dans tes parvis ! Nous nous rassasierons du bonheur de ta maison, de la sainteté de ton temple.
5. Dans ta bonté, tu nous exauces par des prodiges, Dieu de notre salut, espoir de toutes les extrémités lointaines de la terre et de la mer !
6. Il affermit les montagnes par sa force, il est ceint de puissance ;
7. il apaise le mugissement des mers, le mugissement de leurs flots, et le tumulte des peuples.
8. Ceux qui habitent aux extrémités du monde s’effraient de tes prodiges ; tu remplis d’allégresse l’orient et l’occident.
9. Tu visites la terre et tu lui donnes l’abondance, tu la combles de richesses ; le ruisseau de Dieu est plein d’eau ; tu prépares le blé, quand tu la fertilises ainsi.
10. En arrosant ses sillons, en aplanissant ses mottes, tu la détrempes par des pluies, tu bénis son germe.
11. Tu couronnes l’année de tes biens, et tes pas versent l’abondance ;
12. les plaines du désert sont abreuvées, et les collines sont ceintes d’allégresse ;
13. les pâturages se couvrent de brebis, et les vallées se revêtent de froment. Les cris de joie et les chants retentissent.

## Verset 1
La louange t'attend, ô Dieu, en Sion ;
Et c'est à Toi que le vœu sera accompli.
Certaines versions font référence au silence dans ce verset, par exemple la New American Standard Bible :
Il y aura silence devant Toi, et louange en Sion, Dieu,
Et le vœu sera accompli pour toi. 

## Usages liturgiques

### Dans le judaïsme
- Ce psaume est récité à Yom Kippour, et à Shmini Atzeret dans certaines traditions[6].
- Le verset 5 est récité par les personnes présentes à une brit milah[7].

### Livre de prière commune
Dans le Livre de la prière commune de l'Église d'Angleterre, ce psaume est désigné pour être lu le soir du 12e jour du mois.

## Utilisation musicale
Heinrich Schütz a mis en musique le Psaume 65 dans chant en allemand, " Gott, man lobt dich in der Still ", SWV 162, qui fait partie du Becker Psalter, publié pour la première fois en 1628.